# Chiến tranh Liên minh Tứ cường

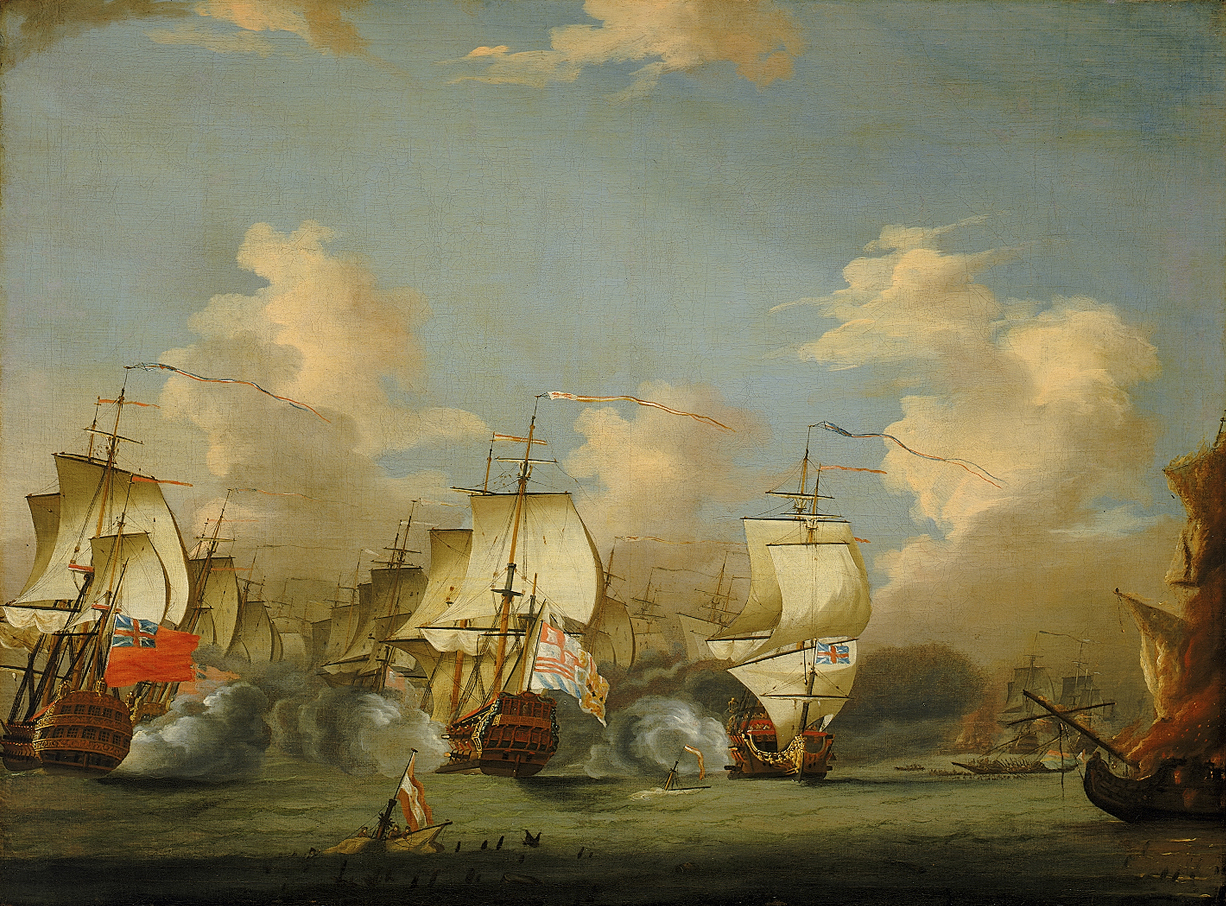
Trận Cape Passaro năm 1718.

Chiến tranh Liên minh Tứ cường (War of the Quadruple Alliance) là cuộc chiến gây ra bởi Tây Ban Nha nhằm khôi phục lại những những lãnh thổ đã mất ở Hòa ước Utrecht (1713) từ năm 1718 đến năm 1720; chủ yếu diễn ra ở Ý, Anh, Châu Mỹ và Bắc Âu.  Cuộc chiến khơi mào vào năm 1717, khi Tây Ban Nha chiếm đóng Sardinia, dẫn đến liên minh Anh-Áo-Pháp-Ý và nổ ra cuộc chiến năm 1718. Đến năm 1720,  Philip V sau khi thất bại đã quyết định ký Hiệp ước La Hague, nhượng lại lãnh thổ cho liên minh và công nhận quyền kế vị của nhà Bourbon.